# Krsmol
Krsmol je malá vesnice, část obce Stará Paka v okrese Jičín. Nachází se asi 3 km na západ od Staré Paky. V roce 2009 zde bylo evidováno 30 adres. V roce 2001 zde trvale žilo 43 obyvatel.
Krsmol je také název katastrálního území o rozloze 0,98 km2.

## Historie
První písemná zmínka o obci pochází z roku 1542.

## Pamětihodnosti
- roubenky (památkově chráněny jsou objekty čp. 9 a 19)